# فلیچه کازوراتی (نقاش)
فلیچه کازوراتی (ایتالیایی: Felice Casorati; ۴ دسامبر ۱۸۸۳ – ۱ مارس ۱۹۶۳) نقاش اهل ایتالیا بود که با ژرفانمایی متمایز آثار فیگوراتیو یا طبیعت بیجانش شناخته می‌شد.